# Lady Sings the Blues (film)
Lady Sings the Blues is een Amerikaanse biografische muzikale dramafilm uit 1972 over het leven van jazz-zangeres Billie Holiday, onder regie van Sidney J. Furie. De hoofdrollen worden vertolkt door Diana Ross, Billy Dee Williams, Richard Pryor, James Callahan en Scatman Crothers. Het scenario is gebaseerd op de gelijknamige autobiografie van Billie Holiday uit 1956. De film werd genomineerd voor vijf Oscars, waaronder "Beste actrice" voor Diana Ross.

## Verhaal
In 1928 werkt Eleanora Fagan, ook bekend als Billie Holiday, als 15-jarige huishoudster in een bordeel in Baltimore. Uiteindelijk wordt ze verkracht door een man die haar vanuit het bordeel gevolgd is. Ze vlucht naar haar moeder Sadie, die haar een baan als schoonmaakster bezorgt in een ander bordeel in Harlem. Het bordeel wordt gerund door Lorraine, een vrouw die Billie weinig betaalt. Billie wordt het schrobben van vloeren moe en wordt prostituee, maar stopt al snel en probeert tevergeefs om auditie te doen als showgirl in een nachtclub. Nadat "Piano Man" Billie haar begeleidt wanneer ze een liedje zingt, boekt clubeigenaar Jerry haar als zangeres in de show.
Billie's debuut is weinig succesvol, totdat Louis McKay opduikt en haar een grote fooi geeft. Billie begint al snel een relatie met hem. Uiteindelijk wordt ze ontdekt door orkestleiders Harry en Reg Hanley, die haar contracteren als soliste voor hun tournee in het zuiden in de hoop een optreden bij een radionetwerk te bemachtigen. Tijdens de tournee is Billie getuige van de nasleep van de lynchpartij op een Afro-Amerikaanse man. De harde ervaringen op de tournee hebben tot gevolg dat Billie drugs begint te gebruiken die ze van Harry krijgt nadat ze op het podium in elkaar was gezakt. Op een avond komt Louis haar tijdens een optreden opzoeken. Wanneer hij zich realiseert dat Billie drugs gebruikt, neemt hij haar mee naar huis. Billie belooft van de drugs af te blijven als ze samen blijven.
In New York regelen Reg en Louis Billie's radiodebuut, maar het station laat haar niet optreden omdat de radiosponsor, een zeepbedrijf, bezwaar maakt tegen haar afkomst. Teleurgesteld gaat het gezelschap naar Cafe Manhattan. Daar raakt Billie dronken en vraagt ze Harry om drugs, maar hij weigert. Billie wil boos vertrekken, maar Louis regelt dat ze mag optreden in Cafe Manhattan, een club waar ze ooit graag wilde zingen. Ze stemt toe met één nummer, maar weigert een toegift omdat ze drugs nodig heeft. Louis, die vermoedt dat Billie haar belofte heeft gebroken, neemt haar mee naar huis, maar weigert haar toegang te verlenen tot de badkamer of haar spullen. Het komt tot een gevecht met Louis, waarbij ze een scheermesje gebruikt. Louis laat haar achter om te spuiten en zegt dat hij haar weg wil hebben als hij terugkomt.
Billie keert terug naar de nachtclub in Harlem, waar haar drugsgebruik toeneemt tot ze hoort van Sadie's dood. Billie laat zich opnemen in een drugskliniek, maar kan haar behandeling daar niet betalen. De dokter belt stiekem Louis, die zonder haar medeweten haar rekeningen begint te betalen. Onder de indruk van het initiatief dat ze heeft genomen om zichzelf op orde te krijgen, vraagt Louis haar ten huwelijk in het ziekenhuis.
Billie wordt al snel gearresteerd voor drugsbezit en uit de kliniek gezet. In de gevangenis krijgt ze last van afkickverschijnselen. Louis haalt de dokter uit het ziekenhuis om haar te behandelen, maar ze is verward en onsamenhangend. Hij schuift een ring om haar vinger om Billie te herinneren aan zijn belofte om met haar te trouwen. Nadat ze haar straf heeft uitgezeten, keert Billie terug naar huis en wil ze niet meer zingen.
Billie trouwt met Louis en zweert haar carrière niet voort te zetten. Uiteindelijk keert ze echter terug naar het zingen, met Louis als haar manager. Haar veroordeling voor een misdrijf ontnam Billie echter haar Cabaret Card, waarmee ze in nachtclubs in New York kon zingen. Om het vertrouwen van het publiek te herstellen en haar vergunning terug te krijgen, stemt Billie in met een tournee door het land. Haar carrière begint in de nachtclubwereld.
Louis vertrekt naar New York om een comebackoptreden voor Billie in Carnegie Hall te regelen. Wanhopig door Louis' afwezigheid en de constante stroom aan optredens, vraagt Billie Piano Man om de ring die Louis haar gaf te verpanden in ruil voor drugs. Terwijl ze die avond high zijn, arriveren Piano Mans drugsconnecties: hij heeft noch de ring verpand, noch voor de drugs betaald. De dealers vermoorden Piano Man. Kort daarna bellen Louis en haar promotor Billie met het nieuws dat de deal met Carnegie Hall rond is. Louis keert terug en treft een getraumatiseerde Billie aan, die weer aan de drugs is.
Billie treedt op in Carnegie Hall, maar slaagt er nooit in de commissie ervan te overtuigen haar vergunning terug te geven. Ze wordt uiteindelijk opnieuw gearresteerd voor drugsbezit en overlijdt op 44-jarige leeftijd.

## Rolverdeling
| Acteur             | Personage             |
| ------------------ | --------------------- |
| Diana Ross         | Billie Holiday        |
| Billy Dee Williams | Louis McKay           |
| Richard Pryor      | Piano Man             |
| James Callahan     | Reg Hanley            |
| Paul Hampton       | Harry Hanley          |
| Sid Melton         | Jerry, the club owner |
| Virginia Capers    | Sadie Fagan Holiday   |
| Yvonne Fair        | Yvonne                |
| Isabel Sanford     | Madame                |
| Jester Hairston    | Fefe                  |
| Lynn Hamilton      | Aunt Ida              |
| Victor Morosco     | Vic                   |
| Robert Gordy       | The Hawk              |
| Harry Caesar       | The Rapist            |
| Paulene Myers      | Mrs. Edson            |
| Scatman Crothers   | Big Ben               |
| Milton Selzer      | The Doctor            |
| Ned Glass          | The Agent             |

## Première en ontvangst
De film ging in première in de Amerikaanse bioscoopzalen op 12 oktober 1972 en genereerde een opbrengst aan de kassa van bijna 20 miljoen dollar. In 1980 kwam de film uit op VHS en laserdisk, in 2005 op dvd en in 2021 op Blu-ray.
De film behaalde een score van 71% (62 recensies) op Rotten Tomatoes. De critici waren vooral lovend voor het filmdebuut van Diana Ross.

## Prijzen en nominaties
| Jaar | Prijs                      | Categorie                         | Genomineerde                                             | Resultaat   |
| ---- | -------------------------- | --------------------------------- | -------------------------------------------------------- | ----------- |
| 1973 | Oscar                      | Beste actrice                     | Diana Ross                                               | Genomineerd |
| 1973 | Oscar                      | Beste originele scenario          | Chris Clark, Suzanne de Passe en Terence McCloy          | Genomineerd |
| 1973 | Oscar                      | Beste productieontwerp            | Carl Anderson (productieontwerp), Reg Allen (setontwerp) | Genomineerd |
| 1973 | Oscar                      | Beste kostuumontwerp              | Ray Aghayan, Norma Koch en Bob Mackie                    | Genomineerd |
| 1973 | Oscar                      | Beste originele muziek            | Gil Askey                                                | Genomineerd |
| 1974 | British Academy Film Award | Beste actrice in een hoofdrol     | Diana Ross                                               | Genomineerd |
| 1973 | Golden Globe               | Beste actrice in een film - drama | Diana Ross                                               | Genomineerd |
| 1973 | Golden Globe               | Beste vrouwelijke nieuwkomer      | Diana Ross                                               | Gewonnen    |
| 1973 | Golden Globe               | Beste originele muziek - film     | Michel Legrand                                           | Genomineerd |
| 1972 | NAACP Image Award          | Beste film                        | Beste film                                               | Gewonnen    |
| 1972 | NAACP Image Award          | Beste acteur in een film          | Billy Dee Williams                                       | Gewonnen    |
| 1972 | NAACP Image Award          | Beste actrice in een film         | Diana Ross                                               | Gewonnen    |